# Culinária do Gana

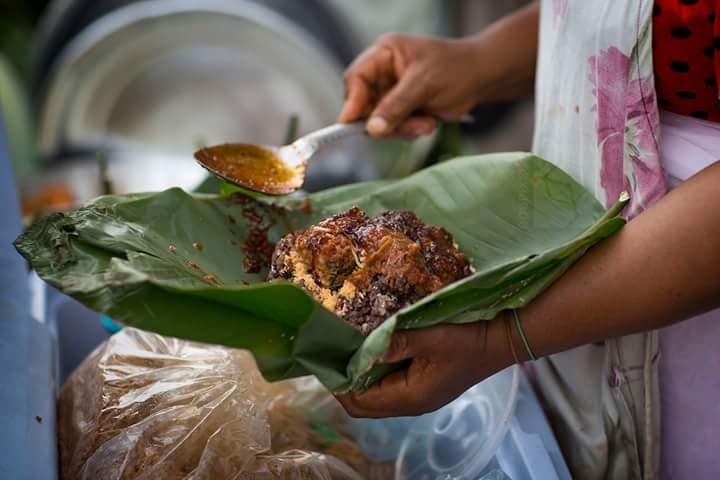
Waakye.

A culinária do Gana inclui muitos ingredientes e formas de cozinhas adotadas dos povos que visitaram e permaneceram no continente africano.
Entre os pratos típicos destacam-se o fufu (banana da terra amassada com mandioca cozida] que acompanha molho a base de amendoim), o tchepo-djen (arroz com peixe e legumes) e ainda o abacate com amendoins.